# Tahuata
Tahuata est une île du groupe sud de l’archipel des Marquises, en Polynésie française, distante de seulement 4 km de l’île voisine d’Hiva Oa, dont elle est séparée par le Ha‘ava, ou Canal du Bordelais.
C’est la plus petite île habitée de l’archipel. Elle fait partie de la commune de Tahuata.

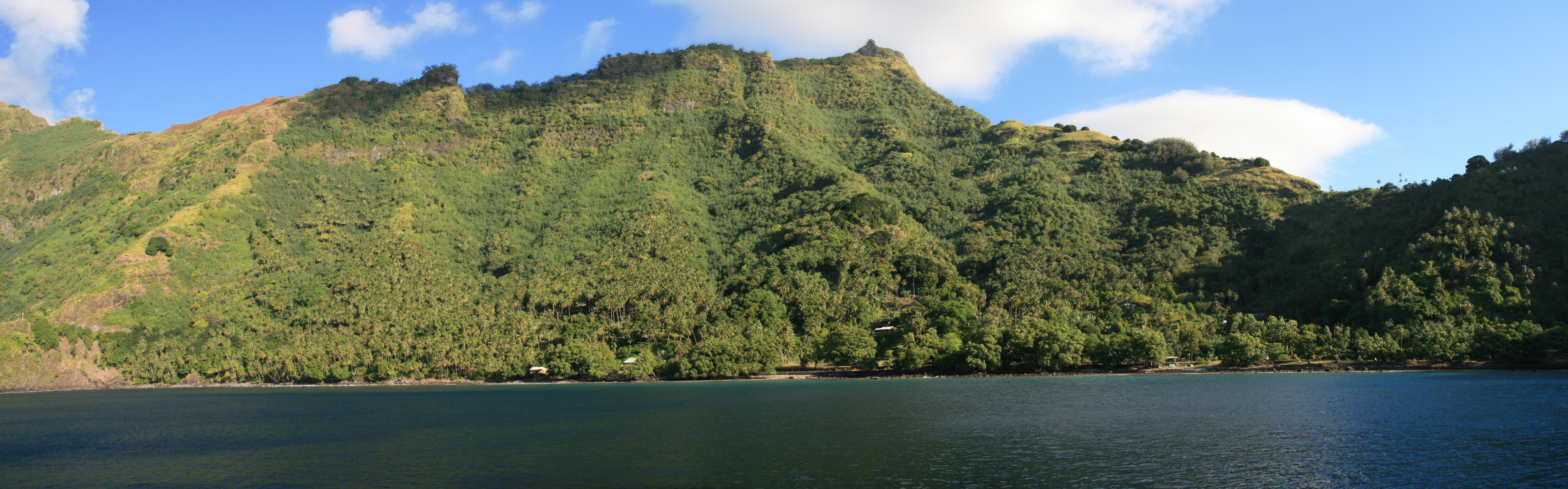
La côte de Tahuata, depuis la baie de Hapatoni.

## Aspects physiques

### Géographie

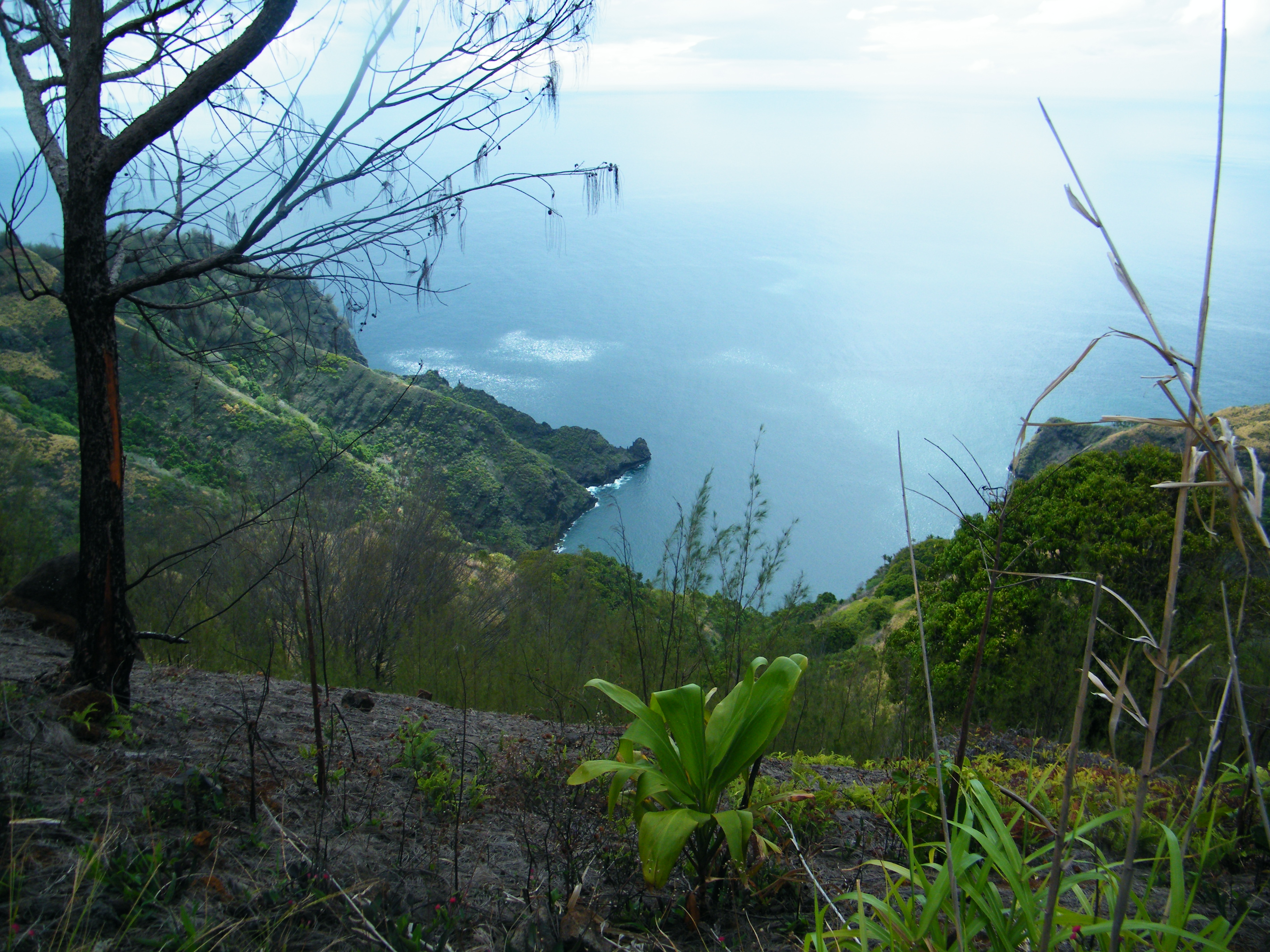
Vue des montagnes de Tahuata.

Tahuata est située juste au sud de l’île d’Hiva Oa, l’île principale du groupe sud des Marquises, dont elle n’est séparée que par le Canal du Bordelais (Ha‘ava en marquisien), un chenal de trois kilomètres de large seulement, mais traversé par un fort courant marin pouvant aller jusqu’à vingt nœuds[réf. nécessaire].
D’une superficie de 61 km², elle a la forme d’un croissant long de quinze kilomètres, orienté et allant s’amenuisant vers le sud-est. L’île est très montagneuse, avec une arête centrale qui la parcourt sur toute sa longueur, des versants escarpés coupés par de profondes vallées, de hautes falaises terminées par des éperons rocheux en contreforts. Le tout forme une côte très découpée.
Elle comprend également de petites baies aux plages de sable blanc baignées d’une eau limpide. Tahuata est en effet l’île marquisienne qui a le plus de formations coralliennes, dans un archipel qui en est presque totalement dépourvu.

### Géologie

Schéma des deux caldeiras imbriquées.

Tahuata est une île haute, volcanique. Elle est traversée par une chaine montagneuse culminant à 1050 mètres, au mont Tumu Mea Ufa, et à 1000 mètres au mont Pahio. Cette chaine, décrivant un arc de cercle d’est vers le sud, est ce qui reste de la caldeira principale du volcan qui a donné naissance à l’île. Elle mesure environ neuf kilomètres de diamètre.
À l’intérieur de cette caldeira se trouve une autre ride montagneuse, plus basse, laissant voir l’emplacement d’un second cratère plus qu’à moitié ennoyé, dont le diamètre devait être approximativement de quatre kilomètres. Il n’est pas encore possible de savoir s’il s’agit de la caldeira d’un deuxième volcan plus tardif, ou d’un second effondrement du volcan primitif.
L’âge de Tahuata est daté de 2,90 à 1,75 million d’années. Sa formation est donc contemporaine de celle de sa voisine Hiva Oa. Les deux îles pourraient avoir fait partie d’un même ensemble volcanique.

### Flore et faune
La encore, les deux îles sont liées. Leur proximité fait qu’elles partagent les mêmes espèces animales et végétales. À titre d’exemple, les cinq espèces d’oiseaux endémiques aux Marquises présentent à Tahuata se retrouvent toutes à Hiva Oa.

## Aspects humains

### Histoire

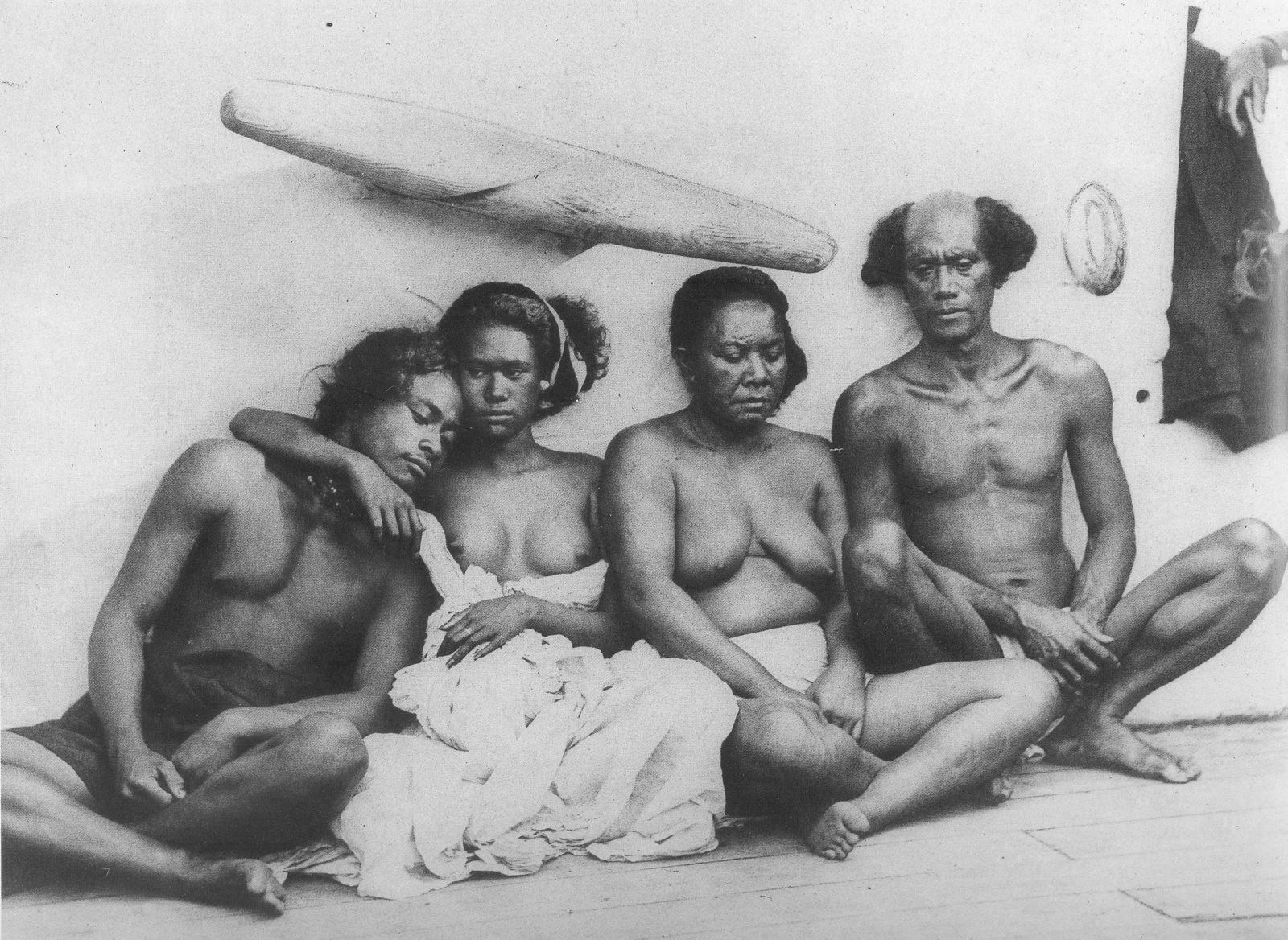
Le roi de Tahuata, à gauche, et sa famille par Paul-Émile Miot vers 1870.

Drapeau du Royaume de Tahuata (1837-1842).

Démographie de Tahuata depuis 1971.

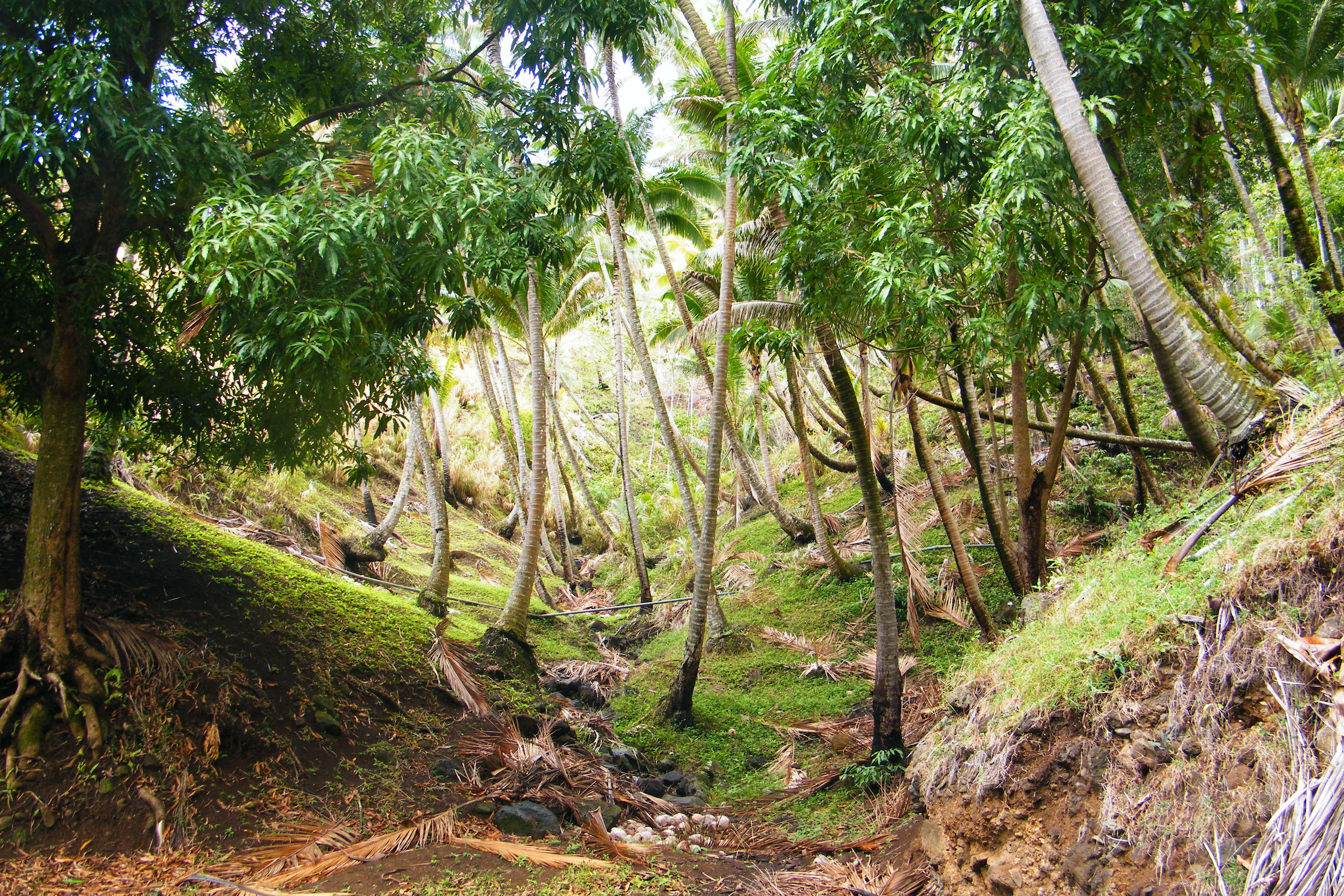
Forêt de cocotiers à Tahuata. Le coprah sera tiré des noix de coco.

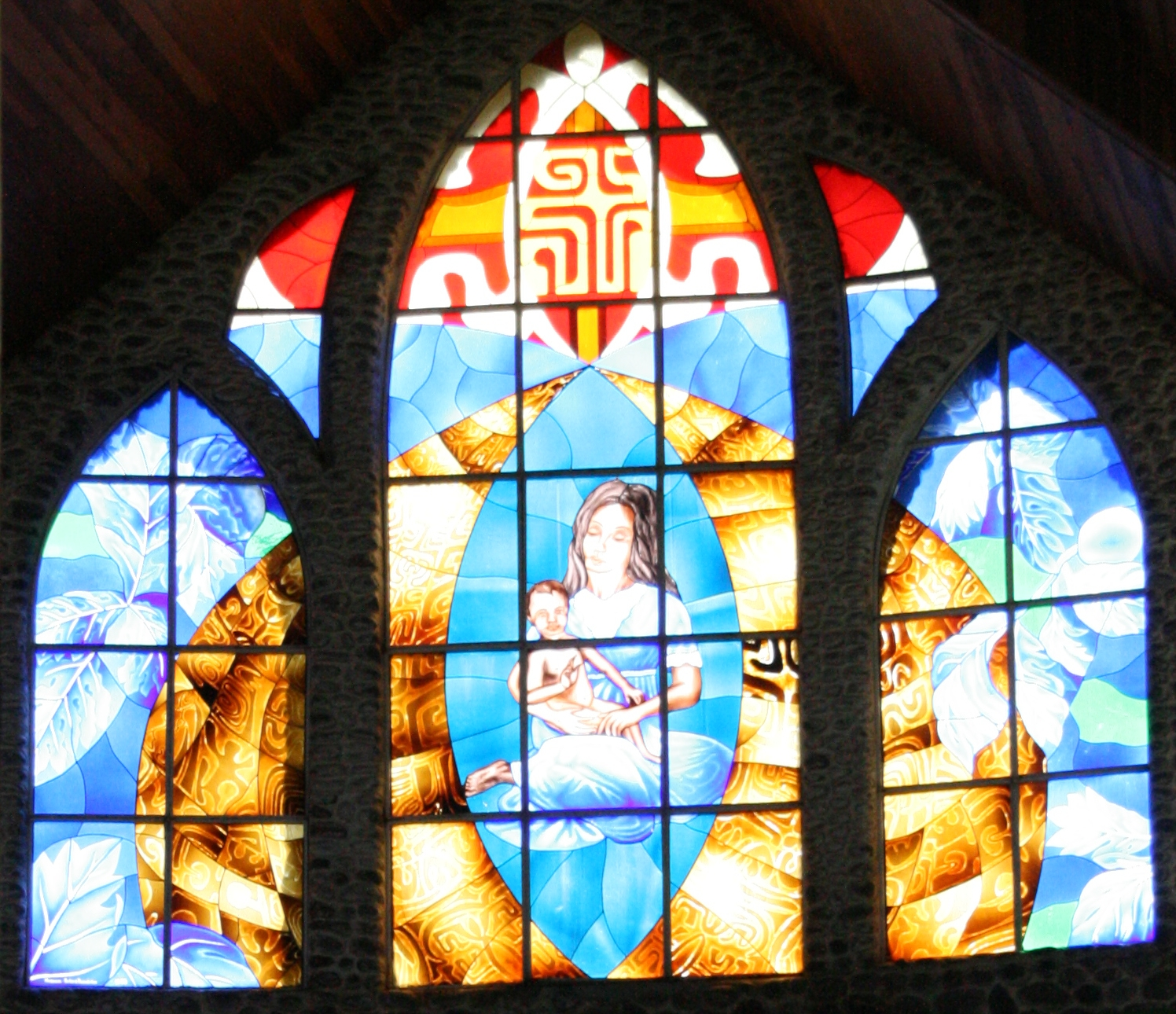
Vitraux de l’église de Vaitahu.

Tahuata ne semble pas avoir été habitée avant le IIIe siècle. Aucune trace archéologique antérieure à cette époque n’y a été découverte. En arrivant dans l’île, les Polynésiens apportèrent des plantes et des animaux inconnus dans l’archipel. Quarante-et-une espèces de plantes et d’animaux, dont le cochon, le chien, et le rat, ont ainsi été identifiées.
Les Marquisiens de l’île étaient traditionnellement alliés à ceux de la province de Nuku, dans la partie ouest de Hiva Oa. L’île était d’ailleurs considérée comme partie intégrante de la province.
Selon les indications de Cook (1797), quatre tribus se partageaient l'ile. Les Hema occupaient les baies de Vaitahu et Iva Iva, les Ahutini habitaient à Hapatoni, Hanateio et Hanatetena, les Uavi se trouvaient dans les fonds de vallées ou les hauteurs, et les Tupohe dans la vallée de Motopu. Mais ceux-ci furent exterminés par une alliance des Hema et des Ahutini
Tahuata est la première île de l’archipel à avoir été foulée par un Occidental. Le 27 juillet 1595, le navigateur espagnol Álvaro de Mendaña de Neira débarque dans le village de Vaitahu. Ce premier contact est ambigu : dans le journal de Pedro Fernández de Quirós, chef-pilote de l’expédition, l’accueil réservé par les habitants est noté comme chaleureux, avec des jeunes femmes s’offrant spontanément aux visiteurs, et des échanges d’objets, de techniques et de vocabulaire de part et d’autre. Mais d’un autre côté, la rencontre se solde par de nombreux morts chez les Polynésiens. Quirós avance le chiffre de deux cents morts. Ces tueries semblent avoir été provoquées par la peur des Espagnols d’être débordés par les Marquisiens, en nette supériorité numérique, et à l’aspect impressionnant (physique musclé, tatouages). À la suite de ce premier contact sanglant, les habitants de Tahuata se méfièrent longtemps des explorateurs et marchands occidentaux qui abordèrent leur île.
Mendaña baptise l’archipel qu’il vient de découvrir « Las Marquesas de Mendoza », du nom de l’homme qui lui a permis de monter son expédition, le vice-roi du Pérou Don García Hurtado, marquis de Mendoza (vice-roi de 1588 à 1595). Ce nom, abrégé en Marquesas (marquis en français, mais traduit en Marquises) est resté celui de l’archipel jusqu’à aujourd’hui. Quant à Tahuata, il la baptise Santa Cristina, l’île ayant été vue la première fois le 24 juillet, jour de la Sainte Christine. Une stèle, à Vaitahu, rappelle cet épisode, en précisant que le nom originel et marquisien de l’archipel est « Fenua Enata », traduit habituellement par « Terre des hommes ».
Durant près de deux siècles, l’archipel tout entier ne reçoit aucune visite d’Occidental. Le premier à y retourner est l’explorateur britannique James Cook, en 1774. À sa suite, viennent des missionnaires protestants en 1797, puis catholiques en 1838, pour tenter d’évangéliser les habitants. Mais ils se heurtent à la méfiance, voire l’hostilité, des Marquisiens, et échouent dans leur tâche. Les missionnaires catholiques sont des français, de la congrégation de Picpus. Ils sont amenés à Tahuata par l’amiral Dupetit-Thouars. 
En 1842, il revient aux Marquises, chargé par le gouvernement du roi Louis-Philippe de trouver un point d’appui dans le Pacifique pour les marchands et les chasseurs de baleines français. À cette époque, l’île de Tahuata est unie sous la bannière d’un seul chef, Iotete. Celui-ci lui demande de lui laisser quelques hommes, des chevaux et des canons, car il s’inquiète des visées américaines sur son île. Dupetit-Thouars en profite pour lui faire signer, le 1er mai 1842, une déclaration dans laquelle Iotete reconnait la souveraineté de la France sur tout le groupe sud-est des Marquises. Tahuata devient ainsi française.
Quelques mois plus tard, Iotete comprend qu’il s’est fait déposséder de son autorité. En septembre, il gagne les montagnes à l’intérieur de l’île. Une guérilla s’installe le 18 septembre 1842 ; ce jour-là 24 marins français et leurs deux officiers (Capitaine de corvette Michel Edouard Halley et Lieutenant de vaisseau Philippe Alexandre Laffon de Ladebat)sont tués. Face à l'artillerie lourde de deux vaisseaux de guerre (Le Bucéphale et La Boussole) et aux renforts marquisiens de l'île voisine Taiohae, les Marquisiens se retirent dans la montagne et la paix est signée le 23 septembre.
Progressivement, l’intérêt des Français pour les Marquises et Tahuata diminue, remplacé par celui qu’ils ont pour Tahiti et les Îles de la Société. La garnison de Vaitahu se dégarnit au fil des ans, et est abandonnée en 1847. En 1849, c’est au tour des missionnaires de suivre le même chemin. Par la suite, les seuls contacts avec les Occidentaux sont ceux avec les baleiniers, santaliers et navires de commerce de passage, qui amènent avec eux alcool, opium, armes à feu, prostitution et maladies infectieuses, qui déciment la population, comme dans le reste de l’archipel. L’ancienne culture disparait, laissant l’île en désordre pour plus de trente ans.
Néanmoins, la loi du 8 juin 1850 fait de Vaitahau, l'un des villages actuels de Tahuata, le lieu prévu pour la déportation en enceinte fortifiée (art. 4). L'île de Nuka-Hiva est utilisée pour la déportation simple.
En 1880, le contre-amiral français Bergasse Dupetit-Thouars rétablit l’ordre dans les Marquises du sud-est, et place des gendarmes à Vaitahu. La présence française restera à Tahuata jusqu’à aujourd’hui.

### Population
La population  de cette seule île est estimée par Nicholas Thomas (en) (1960-) à au moins 7 000 habitants (et au maximum à 15 000) en 1800, à 4 000 en 1830, et à 2 000 en 1840. La dépopulation catastrophique tiendrait aux changements sur le demi-siècle : rivalités intertribales, marchandisation de l'artisanat, échanges inégaux, commerce diminuant les réserves locales de nourriture, maladies sexuellement transmissibles.
Les habitants sont maintenant répartis dans quatre villages, deux à l’ouest, Vaitahu et Hapatoni, et deux à l’est, Motopu et Hanateio, chacun dans une vallée différente. 
La population de l’île croît lentement. Malgré l’absence d’aéroport, la proximité avec Hiva Oa permet d’éviter un déclin démographique, comme celui de Fatuiva. En 2012, l'île comptait 703 habitants
Les habitants parlent la langue marquisienne du sud et le français.

### Économie
L’économie de Tahuata est encore principalement tournée vers le secteur primaire. Les vallées fertiles permettent la culture du manioc et de la banane, en plus du coprah et du noni. Jusque dans les années 1980, on trouvait aussi du café.
La pêche y est également importante, en particulier la pêche à la langouste.
L’artisanat amène un complément de revenu. Presque tous les hommes sculptent le bois de rose et l’os, qu’il soit de cheval ou de poisson, et le rostre d’espadon. Les sculptures reprennent les motifs traditionnels marquisiens et polynésiens. Un centre d’artisanat se trouve à Vaitahu, à côté de la mairie. Les artisans vendent leurs productions aux touristes et à des commerçants de passage, qui les revendent ensuite à Tahiti.
Éclipsée par sa grande voisine, Tahuata est moins fréquentée par les touristes. Elle compte pourtant de nombreux atouts, tant naturels que culturels. Sur la côte est, on trouve de belles plages de sable blanc, dues aux formations coralliennes présentes en bordure de l’île. À Vaitahu, on peut voir l’église moderne, mélange de style européen et marquisien ; le musée archéologique ; le port où prit pied le premier explorateur Occidental ; les vestiges du fort français construit en 1850 ; le cimetière marin, et des sites archéologiques. À Hapatoni, l’allée royale, l’église, et le marae. Dans la  vallée de Hanateio se situent des sites archéologiques comprenant des pétroglyphes en bon état de conservation. 

En mars 2006, Tahuata a organisé le premier mini festival des arts des îles Marquises

#### Infrastructures
La mairie se situe à Vaitahu, ainsi qu'un bureau de poste et une infirmerie. Il n'y a pas de banque ; la carte bancaire n’est pas utilisée dans l’île. On trouve des écoles maternelles et primaires dans les différents villages de l'île.

Il n'y a pas d’aéroport, il faut utiliser celui de Hiva Oa et prendre ensuite un autre moyen de transport : le catamaran communal Tahuata Nui (traversée de cinquante minutes), l’hélicoptère (dix minutes), les speed-boats. Des cargos desservent régulièrement l’île : l’Aranui toutes les trois semaines, le Taporo une à deux fois par mois. Le relief accidenté empêche la création d’un quai accessible aux gros bateaux. Les passagers et marchandises doivent utiliser une baleinière pour débarquer.

### Autres noms
- Dans la légende de la construction des îles Marquises, selon laquelle chaque île de l’archipel est une partie de la maison des Dieux, Tahuata signifie l’aube, signe pour le Dieu constructeur qu’il devait se hâter de finir son ouvrage, qui devait impérativement être terminé avant le lever du soleil.
- l’île aux oiseaux, l’île du monoï, surnoms parfois donné à l’île.
- Santa Cristina en 1595, par Alvaro de Mendaña
- Taowatta en 1793, par Josuah Roberts
- Tahou-Aita en  1838 par Dumont d’Urville